# 李步瀛
李步瀛（？—？），陝西西安府咸寧縣人，清朝政治人物。

## 生平
光緒十五年（1889年）己丑科三甲第一百三十六名進士。同年五月，著交吏部掣籤，分發各省以知縣即用。